# Người Canada gốc Na Uy
Người Canada gốc Na Uy dùng để chỉ công dân Canada tự nhận mình có nguồn gốc toàn bộ hoặc một phần người Na Uy hoặc những người di cư từ Na Uy và cư trú tại Canada.
Người Na Uy là một trong những nhóm dân tộc Bắc Âu lớn nhất trong nước và đã đóng góp rất nhiều cho nền văn hóa của quốc gia này, đặc biệt là ở Tây Canada.
Theo Điều tra dân số Canada năm 2016 có 463.275 người Canada, hay 1,3%, tuyên bố có nguồn gốc từ Na Uy, tăng so với 452.705 người trong Điều tra dân số năm 2011.
Số lượng người Na Uy nhập cư vào Canada tăng vọt trong khoảng thời gian từ giữa những năm 1880 đến năm 1930.

## Dân số Na Uy ở Canada (2016)

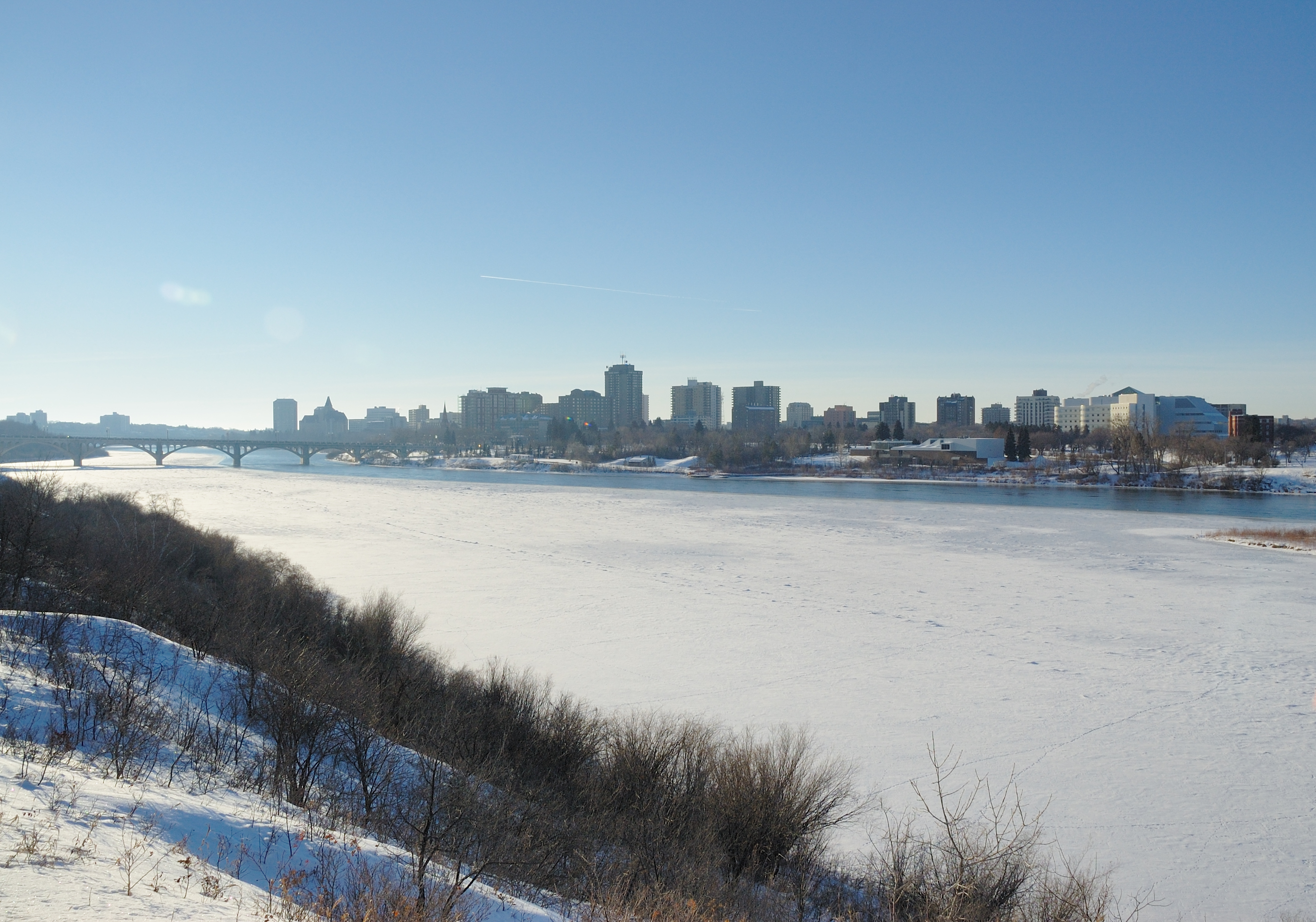
68.640 người ở Saskatchewan là người gốc Na Uy.

Theo Thống kê Canada số liệu từ điều tra dân số năm 2016, 463.275 người Canada cho biết họ là người gốc Na Uy (cho phép nhiều câu trả lời). Các số liệu cũng được chia nhỏ theo tỉnh và vùng lãnh thổ của Người Na Uy:
| Tỉnh                      | Dân số  | Tỷ lệ |
| ------------------------- | ------- | ----- |
| Canada                    | 463.275 | 1,3%  |
| Alberta                   | 156.595 | 3,9%  |
| British Columbia          | 138.430 | 3,0%  |
| Saskatchewan              | 68.640  | 6,4%  |
| Ontario                   | 59.335  | 0,4%  |
| Manitoba                  | 19.600  | 1,6%  |
| Quebec                    | 7.820   | 0,1%  |
| Nova Scotia               | 5.170   | 0,6%  |
| New Brunswick             | 3.330   | 0,5%  |
| Newfoundland and Labrador | 1.710   | 0,3%  |
| Yukon                     | 1.380   | 3,9%  |
| Northwest Territories     | 710     | 1,7%  |
| Prince Edward Island      | 415     | 0,3%  |
| Nunavut                   | 145     | 0,4%  |

## Tiếng Na Uy theo tỉnh (2016)
| Tỉnh                      | Tiếng mẹ đẻ là tiếng Na Uy | Tỉ lệ   |
| ------------------------- | -------------------------- | ------- |
| Canada                    | 5.035                      | < 0.01% |
| British Columbia          | 2.160                      | < 0,01% |
| Ontario                   | 1.020                      | < 0,01% |
| Alberta                   | 885                        | < 0,01% |
| Saskatchewan              | 360                        | < 0,01% |
| Quebec                    | 230                        | < 0,01% |
| Manitoba                  | 130                        | < 0,01% |
| Nova Scotia               | 115                        | < 0,01% |
| Newfoundland and Labrador | 65                         | < 0,01% |
| New Brunswick             | 50                         | < 0,01% |
| Yukon                     | 15                         | < 0,01% |
| Prince Edward Island      | 5                          | < 0,01% |
| Nunavut                   | 5                          | < 0,01% |
| Northwest Territories     | 0                          | 0,00%   |